# Vila Velha do Cassiporé
Vila Velha do Cassiporé es una localidad y distrito brasileño del municipio de Oiapoque, en Amapá. Se encuentra a orillas del río Cassiporé. Vila Velha se encuentra en un área protegida cerca del Parque Nacional Cabo Orange. En 2016, fue reconocido como un asentamiento quilombo (esclavos escapados).

## Visión general
Vila Velha do Cassiporé se encuentra en un territorio que fue disputado entre Francia y Brasil. La región atrajo esclavos brasileños escapados. En el siglo XIX, el oro fue descubierto en el río Cassiporé. En 1900, el territorio fue adjudicado a Brasil.
En 1951, Vila Velha do Cassiporé se convirtió en un distrito del municipio de Oiapoque. En 1957, la población del pueblo se estimaba en unas 250 personas. En 1999, el INCRA estableció una comunidad agrícola en Vila Velha. En 2016, el pueblo fue reconocido como un asentamiento quilombo, y se le ha asignado un territorio comparable a los territorios indígenas.

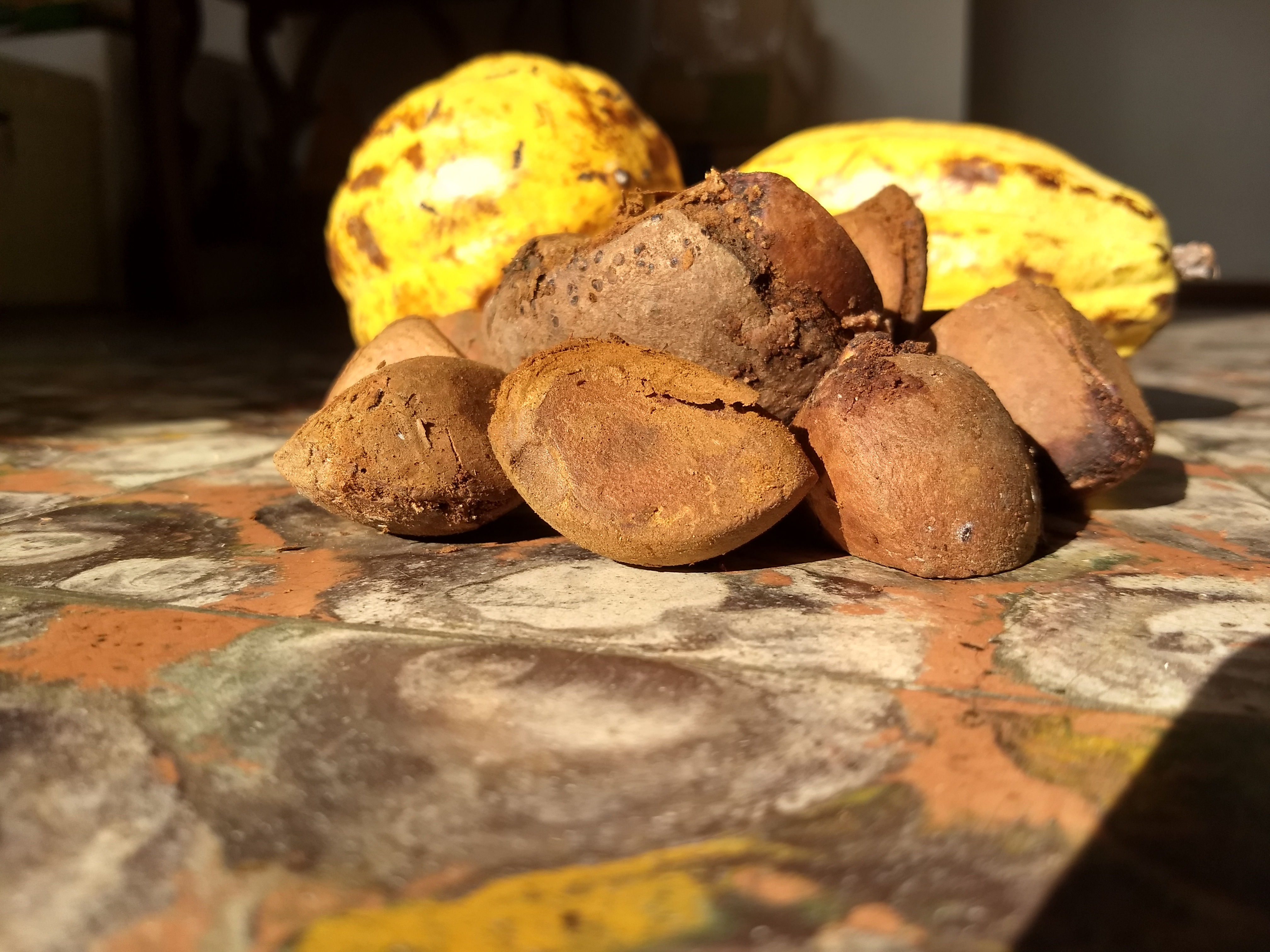
Cocao y andiroba de la región de Cassiporé

Vila Velha do Cassiporé tiene una escuela y una clínica, sin embargo, una investigación de 2018 reveló que ambos no cumplían con los requisitos básicos. El pueblo solía ser accesible solo en barco, lo que equivalía a un día de viaje desde Oiapoque. En 2015, se abrió una carretera que conectaba el pueblo con la carretera BR-156. La economía se basa principalmente en la agricultura. Los principales productos de exportación son las sandías y el cacao.
Cerca del pueblo, se descubrieron artículos arqueológicos como frascos funerarios de cerámica, hachas de roca y campanas de jingle de cobre que datan de antes de 1500. En 2017, el Instituto Nacional del Patrimonio Histórico y Artístico y la comunidad local desarrollaron un plan para investigar y proteger el sitio.